# Бурятские имена
Буря́тские имена́ — комплекс имён бурят Прибайкалья и Забайкалья.
Бурятские имена основываются на разных языках, многие имена не имеют бурятскоязычной или монголоязычной трактовки. Эти имена являются иноязычными, они появились вследствие того, что буряты на ранних этапах своей истории имели много контактов с народами Центральной Азии.
Бурятские имена делят на три группы: тибето-санкритские, исконно бурятские и имеющие славянское происхождение.
Мужские и женские бурятские имена особых отличий не имеют, хотя некоторые женские имена имеют грамматические показатели, показывающие женский пол. Например, окончание - (из тибетского) ма — Гэрэлма, Соёлма, Цыпэлма и др.

## Происхождение бурятских имён
Бурятские имена имеют различное происхождение. Некоторые имена связаны с личными качествами их носителя. Много имён связано с суевериями, например Тэхэ — «козёл» или Азарга — «жеребец». Эти имена давались чтобы отпугнуть злых духов. Некоторые имена говорили о плохих качествах и давались, чтобы носитель имени не привлекал злую силу. К числу таких имён относятся Архинша — «пьяница» или Ангаадха — «разиня».
В конце XVII и в начале XVIII веков, в связи с приходом к бурятам  тибетского буддизма, стали проникать иноязычные имена тибето-санскритского происхождения, во многом переработанные через монгольское посредство, и занимающие обширный пласт имён. К числу таковых относятся тибетские Еши — «мудрость», Дамба — «возвышенный», к числу проникших к бурятам санскритских имен относятся Арья — «святой», Зана — «знание», Бадма — «лотос».
Много имён в бурятский язык проникло из русского языка. К их числу относятся — Пётр, Василий, Павел, Роман и другие. При этом ранние (XVII—XIX века) бурятские варианты имён отличаются от русских оригиналов. Например: Роман — Армаан, Василий — Башиила или Башли и т.д.

## Современная ситуация с бурятскими именами
Тибето-санскритские имена, связанные с буддизмом, начали постепенно исчезать из употребления, в то же время наиболее звучные из этих имён, напротив, стали распространённее. Бурятские имена на основе русских стали больше походить на оригинал. Наибольшей популярностью стали обладать исконно бурятские имена.